# Берч-Крик (Вісконсин)
Берч-Крик (англ. Birch Creek) — місто (англ. town) в США, в окрузі Чиппева штату Вісконсин. Населення — 495 осіб (2020).

## Демографія
Згідно з переписом 2010 року, у місті мешкало 517 осіб у 227 домогосподарствах у складі 166 родин. Було 429 помешкань
Расовий склад населення:
| - 99,2 % — білих - 0,4 % — чорних або афроамериканців |

До двох чи більше рас належало 0,4 %. Частка іспаномовних становила 0,2 % від усіх жителів.
За віковим діапазоном населення розподілялося таким чином: 15,7 % — особи молодші 18 років, 59,7 % — особи у віці 18—64 років, 24,6 % — особи у віці 65 років та старші. Медіана віку мешканця становила 53,3 року. На 100 осіб жіночої статі у місті припадало 111,9 чоловіків;  на 100 жінок у віці від 18 років та старших — 114,8 чоловіків також старших 18 років.
Середній дохід на одне домашнє господарство  становив 58 421 долар США (медіана — 50 750), а середній дохід на одну сім'ю — 66 909 доларів (медіана — 58 750). Медіана доходів становила 44 167 доларів для чоловіків та 35 833 долари для жінок. За межею бідності перебувало 7,1 % осіб, у тому числі 7,3 % дітей у віці до 18 років та 7,9 % осіб у віці 65 років та старших.
Цивільне працевлаштоване населення становило 154 особи. Основні галузі зайнятості: виробництво — 21,4 %, освіта, охорона здоров'я та соціальна допомога — 20,8 %, мистецтво, розваги та відпочинок — 13,0 %, транспорт — 11,0 %.